# Ceephax Acid Crew
Pour l’article homonyme, voir Ceephax Acid Crew (album).
Ceephax Acid Crew, ou Ceephax, de son vrai nom Andy Jenkinson, est un producteur de musique électronique. Il est l'un des jeunes frères de Tom Jenkinson, également connu pour ses productions de musique électronique sous le nom de Squarepusher. Son pseudonyme est un calembour autour de Ceefax, l'ancien service de télétexte de la BBC.

## Musique et carrière
Adolescent, il commence à expérimenter sur des instruments analogiques appartenant à son frère quand ce dernier est absent.
La musique de Ceephax composée entre 1997 et 2002 fut produite à l'aide d'instruments électroniques (principalement de marque Roland), de boite à rythmes et de synthétiseurs comme la TB-303. Tout ceci était souvent directement enregistré sur cassette. Ses productions sont sorties aux formats vinyle et cassette sur différents labels, comme Breakin' Records (le label fondé par Edward Upton alias DMX Krew), Lo Recordings, Firstcask et Planet Mu. Rephlex Records (le label d'Aphex Twin) et Warp Records ont également produit des remixes de Squarepusher effectués par Ceephax. Sa musique, aux sons acides et caustiques, a contribué à former une esthétique et une façon de faire de la musique qui gagne alors peu à peu en popularité lors de l'enregistrement d'albums pendant la même période.
À partir de 2003, tout en peaufinant son style "acide", Ceephax produit des morceaux de drum and bass à l'aide de vieux samplers, un ordinateur Amiga ainsi que les premiers modèles de synthétiseurs numériques (comme le Korg M1 ou le Ensoniq SQ-80), démontrant un intérêt pour la dance music de la fin des années 1980 et du début des années 1990.
Après 2007, il produit plusieurs albums pour les labels Rephlex et Planet Mu. Il continue également de sortir ses productions chez Firstcask et d'autres petits labels indépendant comme WéMè, Bugklinik ainsi que son propre label Waltzer. La sortie de la compilation Ceeland en 2009 est suivie l'année suivante de l'album United Acid Emirates. Son album nommé Cro-Magnox (sorti chez WéMè Records en 2013) mélange IDM, acid house et ambient. Depuis 2009, Ceephax a aussi sorti plusieurs disques sur son propre label Waltzer.
Resident Advisor décrit la musique de Ceephax Acid Crew comme « fun et colorée, avec une esthétique kitsch ». Dans ses clips vidéos, Jenkinson met régulièrement en scène son personnage de façon ridicule ou grotesque.

## Discographie
| Date           | Type        | Titre                                             | Label              |
| -------------- | ----------- | ------------------------------------------------- | ------------------ |
| Mai 1998       | EP          | Radiotin EP                                       | Breakin' Records   |
| Novembre 1998  | EP          | Bainted Smile EP                                  | Breakin' Records   |
| Mai 2000       | EP          | Acid Quakers 1000                                 | Lo Recordings      |
| Juillet 2000   | Album       | [Sans titre] + Drive Time (FSK005)                | Firstcask Records  |
| 2003           | Album       | Exidy Tours                                       | Firstcask Records  |
| 2003           | EP          | Acid Legacy EP                                    | Breakin' Records   |
| Août 2003      | Album       | Ceephax Acid Crew                                 | Breakin' Records   |
| Novembre 2003  | EP          | Part 1                                            | Breakin' Records   |
| Novembre 2003  | EP          | Part 2                                            | Breakin' Records   |
| Janvier 2006   | EP          | Hardcore Wick                                     | Firstcask Records  |
| Février 2006   | EP          | Hardcore Esplanade                                | Bug Klinik Records |
| Août 2006      | Bande-son   | The Crisp Chronicles                              | WéMè Records       |
| Décembre 2006  | EP          | Ceerial Port                                      | Firstcask Records  |
| Décembre 2006  | Album       | FUNBOX01 (avec Acid Quiff)                        | Funbox Records     |
| Mars 2007      | Album       | Volume One                                        | Rephlex            |
| Mai 2007       | Album       | Eurostar Acid                                     | Funbox Records     |
| Mai 2007       | EP          | Megalift E.P.                                     | Planet Mu          |
| Juillet 2007   | Album       | Volume Two                                        | Rephlex            |
| Mars 2008      | EP          | Wild Westie / Romantic Gestures (avec Acid Quiff) | Kitchen Dweller    |
| Mai 2008       | EP          | Pages From Ceephax                                | Breakin' Records   |
| Novembre 2009  | Album       | Ceeland                                           | Waltzer            |
| Janvier 2010   | Album       | United Acid Emirates                              | Planet Mu          |
| Février 2010   | EP          | Psychtapolis                                      | WéMè Records       |
| Avril 2011     | EP          | The Unstoppable Phax Machine                      | 30303              |
| Novembre 2011  | Album live  | Live                                              | Waltzer            |
| Juillet 2012   | EP          | Capsule In Space / Mediterranean Acid             | Waltzer            |
| Mars 2013      | Album       | Cro Magnox                                        | WéMè Records       |
| Décembre 2013  | EP          | World Dissolver EP                                | Waltzer            |
| Juillet 2015   | EP          | Charismatic Integrity Slam                        | Waltzer            |
| Décembre 2017  | EP          | Acid Fourniture                                   | WéMè Records       |
| Décembre 2017  | EP          | Byron’s Ballads                                   | WéMè Records       |
| Mars 2018      | Album       | Camelot Arcade                                    | WéMè Records       |
| Novembre 2018  | EP          | Fossil Funk                                       | Waltzer            |
| Décembre 2018  | EP          | Acid Cask I Pandemonium                           | WéMè Records       |
| Février 2019   | EP          | Acid Cask II: Sinistor                            | WéMè Records       |
| Septembre 2019 | EP          | Acid Cask III: Mindwharf                          | WéMè Records       |
| Septembre 2019 | Compilation | Acid Cask Trilogy                                 | WéMè Records       |
| 2021           | Album       | Box Steady                                        | Waltzer            |
| 2022           | Album       | Baddow Moods                                      | Waltzer            |
| 2025           | Album       | Slam Zone                                         | Waltzer            |